# Integração numérica

Integração por retângulos.

Integração pelo método de Simpson.

Integração trapezoidal.

Em matemática, em especial na análise numérica, existe uma grande família de algoritmos, cujo principal objetivo é aproximar o valor de uma dada integral definida de uma função sem o uso de uma expressão analítica para a sua primitiva.
Normalmente, estes métodos adotam as seguintes três fases:
- Decomposição do domínio em pedaços (um intervalo contido de sub-intervalos);
- Integração aproximada da função de cada pedaço;
- Soma dos resultados numéricos obtidos.

A necessidade de se usar a integração numérica surge de razões como:
- nem todas as funções admitem uma primitiva de forma explícita (por exemplo, a função erro);
- a primitiva da função é muito complicada para ser avaliada;
- quando não se dipões de uma expressão analítica para o integrando, mas se conhece seus valores em um conjunto de pontos do domínio.

O método básico envolvido nesta aproximação é chamado de quadratura numérica e consiste na seguinte expressão:
{\displaystyle \int _{a}^{b}f(x)dx\simeq \sum _{i=0}^{n}\alpha _{i}f(x_{i})\,}
onde {\displaystyle \{\alpha _{i}\}\,} são coeficientes reais (chamados de pesos da quadratura) e {\displaystyle \{x_{i}\}\,}  são pontos de {\displaystyle [a,b]\,}(chamados de pontos da quadratura).

## Razões para integração numérica
Existem várias razões para realizar a integração numérica, em oposição à integração analítica por encontrar a antiderivada:
1 - O integrando f (x) pode ser conhecido apenas em certos pontos, como obtido por amostragem. Alguns sistemas embarcados e outros aplicativos de computador podem precisar de integração numérica por esse motivo;
2 - Uma fórmula para o integrando pode ser conhecida, mas pode ser difícil ou impossível encontrar uma antiderivada que seja uma função elementar. Um exemplo de tal integrando é f ( x ) = exp (- x 2 ), a antiderivada do qual (a função de erro, vezes uma constante) não pode ser escrita na forma elementar;
3 - Pode ser possível encontrar uma antiderivada simbolicamente, mas pode ser mais fácil calcular uma aproximação numérica do que calcular a antiderivada. Esse pode ser o caso se a antiderivada for dada como uma série ou produto infinito, ou se sua avaliação exigir uma função especial que não está disponível.

## História
Artigo principal: Quadrature (Mathematics)
Quadratura é um termo matemático histórico que significa calcular área. Os problemas de quadratura têm servido como uma das principais fontes de análise matemática.  De acordo com a doutrina pitagórica, matemáticos da Grécia Antiga, entendiam o cálculo da área como o processo de construção geometricamente de um quadrado com a mesma área (quadratura). É por isso que o processo foi nomeado como quadratura. Por exemplo, uma quadratura do círculo, Lune de Hipócrates, A Quadratura da Parábola. Esta construção deve ser realizada apenas por meio de bússola e reto.
Os antigos babilônios usaram a regra trapezoidal para integrar o movimento de Júpiter ao longo da eclíptica.

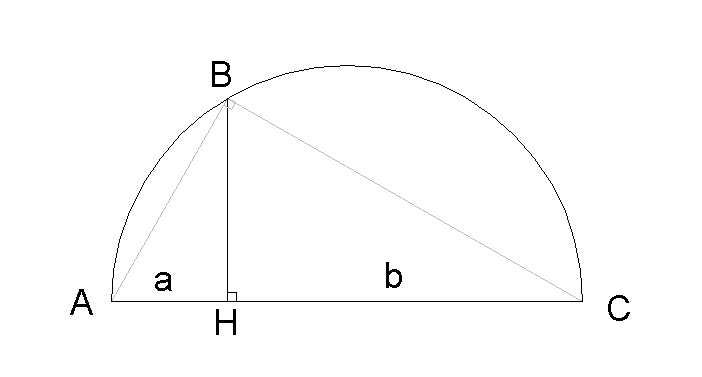
Antigo método para encontrar a média geométrica

Para uma quadratura de um retângulo com os lados a e b é necessário construir um quadrado com o lado {\displaystyle x={\sqrt {a\cdot b}}} (a média geométrica de a e b). Para isso, é possível utilizar o seguinte fato: se desenharmos o círculo com a soma de a e b como diâmetro, então a altura BH (de um ponto de sua conexão com a travessia com um círculo) é igual à sua média geométrica. A construção geométrica semelhante resolve um problema de uma quadratura para um paralelograma e um triângulo.
Problemas de quadratura para figuras curvilíneas são muito mais difíceis. A quadratura do círculo com bússola e reta tinha sido provada no século XIX como impossível. No entanto, para algumas figuras (por exemplo, a Lune de Hipócrates) uma quadratura pode ser realizada. As quadraturas de uma superfície de esfera e um segmento de parábola feito por Arquimedes tornaram-se a maior conquista da análise antiga.

Área de segmento parábola

- A área da superfície de uma esfera é igual a quadruplicar a área de um grande círculo desta esfera.
- A área de um segmento da parábola cortada por uma linha reta é 4/3 a área do triângulo inscrito neste segmento.

Para a comprovação dos resultados, Arquimedes utilizou o Método de exaustão de Eudoxo.
Na Europa medieval, a quadratura significava cálculo de área por qualquer método. Mais frequentemente, utilizou-se o Método de indivisíveis; era menos rigoroso, mas mais simples e poderoso. Com sua ajuda Galileu Galilei e Gilles de Roberval encontraram a área de um arco cicloide, Grégoire de Saint-Vincent investigou a área sob uma hipérbole (Opus Geometricum, 1647), e Alphonse Antonio de Sarasa, aluno e comentarista de Saint-Vincent, observou a relação desta área com logaritmos.
John Wallis algebrised este método: ele escreveu em sua série Arithmetica Infinitorum (1656), que agora chamamos de integral definitiva, e calculou seus valores. Isaac Barrow e James Gregory fizeram mais progressos: quadraturas para algumas curvas algébrias e espirais. Christiaan Huygens realizou com sucesso uma quadratura de alguns Sólidos da revolução.
A quadratura da hipérbole de São Vicente e de Sarasa proporcionou uma nova função, o logaritmo natural,de importância crítica.
Com a invenção do cálculo integral veio um método universal para o cálculo da área. Em resposta, o termo quadratura tornou-se tradicional, e em vez disso, a frase moderna "computação de uma integral univariada definitiva" é mais comum.[carece de fontes?]

## Ordem de aproximação
Um esquema de integração numérica é dito ter ordem de aproximação N se for exato para cada polinômio de grau menor ou igual a N.

## Exemplos

### Regras de Newton-Cotes

Superfície em vermelho representa o valor estimado da integral pelo método do ponto médio ou dos retângulos

Superfície em vermelho representa o valor estimado da integral pelo método dos trapézios

Superfície em vermelho representa o valor estimado da integral pelo método Simpson

As regras abaixo são conhecidas como Fórmulas de Newton-Cotes,
há dois tipos delas as abertas e as fechadas. A regra do ponto médio
é uma fórmula de Newton-Cotes aberta. A regra trapezoidal e de
Simpson são exemplos  de uma categoria de métodos conhecida como
fórmulas de Newton-Cotes fechada. A fórmula de Newton-Cotes é chamada
fechada quando o conjunto de seus pontos incluem os extremos do intervalo de integração.
- Regra do Ponto Médio ou dos retângulos:

{\displaystyle \int _{a}^{b}f(x)dx\simeq (b-a)f\left({\frac {a+b}{2}}\right)}
- Regra Trapezoidal:

{\displaystyle \int _{a}^{b}f(x)dx\simeq (b-a){\frac {f(a)+f(b)}{2}}}
- Regra de Simpson:

{\displaystyle \int _{a}^{b}f(x)dx\simeq (b-a){\frac {f(a)+4f({\frac {a+b}{2}})+f(b)}{6}}}
| Integral                                         | Valor exato                                    | Regra dos retângulos                                | Regra trapezoidal                             | Regra de Simpson                                                      |
| {\displaystyle \int _{0}^{1}e^{x}dx}             | {\displaystyle e-1\simeq 1,7183}               | {\displaystyle e^{({\frac {1+0}{2}})}\simeq 1,6487} | {\displaystyle {\frac {1+e}{2}}\simeq 1,8591} | {\displaystyle {\frac {1+4e^{1/2}+e}{6}}\simeq 1,7189}                |
| {\displaystyle \int _{0}^{1}{\sqrt {1-x^{2}}}dx} | {\displaystyle {\frac {\pi }{4}}\simeq 0,7854} | {\displaystyle {\sqrt {1-0.5^{2}}}\simeq 0,8660}    | {\displaystyle {\frac {1}{2}}=0,5}            | {\displaystyle {\frac {1+4{\frac {\sqrt {3}}{2}}+0}{6}}\simeq 0,7440} |
| ------------------------------------------------ | ---------------------------------------------- | --------------------------------------------------- | --------------------------------------------- | --------------------------------------------------------------------- |

#### Erro de aproximação
Pode-se mostrar que o erro assumido ao aproximar a integral de uma função suficientemente diferenciável pelo método do ponto médio é de {\displaystyle +{\frac {h^{3}}{24}}f''(x_{0})\,}; método trapezoidal é  {\displaystyle -{\frac {h^{3}}{12}}f''(x_{0})\,}, onde {\displaystyle x_{0}\,} é um ponto do intervalo de integração e {\displaystyle h} é o comprimento deste intervalo. Um resultado análogo indica que o erro do método de Simpson é {\displaystyle -{\frac {h^{5}}{90}}f^{(4)}(x_{0})\,}.
 Observação: Na medida em que o termo do erro para a regra do ponto médio e do trapezoidal envolve {\displaystyle f''}, estas regras fornecem resultados exatos quando aplicadas a qualquer função cuja derivada de 2ª ordem é igual a zero. Em particular, é exata para qualquer polinômio de grau menor ou igual a 2. Já o erro do método de Simpson  envolve a derivada {\displaystyle 4^{a}} ordem, a regra de Simpson tem ordem de aproximação 3.

## Métodos compostos
Os chamados métodos compostos consistem em dividir o intervalo de integração em diversos subintervalos e aplicar um método de quadratura em cada um dos intervalos:
{\displaystyle \int _{a}^{b}f(x)dx=\sum _{i=1}^{N}\int _{a_{i}}^{b_{i}}f(x)dx}
onde {\displaystyle a_{1}=a\,}, {\displaystyle b_{i}=a_{i+1}\,} e {\displaystyle b_{n}=b\,}.
O princípio básico destes métodos é o fato de o erro decrescer rapidamente com o comprimento do intervalo.

### Exemplos
Os seguintes exemplos foram construídos subdividindo o intervalo de integração em subintervalos de comprimento constante  e sob a notação {\displaystyle x_{1}=a\,}, {\displaystyle x_{n}=b\,} e {\displaystyle x_{n+1}=x_{n}+h\,}.
- Regra trapezoidal composta:

{\displaystyle \int _{a}^{b}f(x)dx\simeq {\frac {h}{2}}\left[f(x_{1})+2f(x_{2})+2f(x_{3})+\ldots +f(x_{n})\right]}
- Regra de Simpson composta:

{\displaystyle \int _{a}^{b}f(x)dx\simeq {\frac {h}{3}}\left[f(x_{1})+4f(x_{2})+2f(x_{3})+4f(x_{4})+\ldots +2f(x_{n-2})+4f(x_{n-1})+f(x_{n})\right]}
aqui n deve ser um número ímpar.

## Outros métodos de quadratura numérica
- Método de Romberg
- Quadratura Gauss-Tchebycheff
- Quadratura Gauss-Legendre

## Método do Cálculo  multi-dimensional integrante
- Método de Monte Carlo

## Método de Cálculo determinante forma integral
- Método de Laplace para integrais do tipo {\displaystyle \int _{a}^{b}\!e^{Mf(x)}\,{\mbox{d}}x\,};
- Método de ponto-neck para integrais do tipo {\displaystyle I(\lambda )=\int _{\mathcal {C}}f(z)e^{\lambda g(z)}\,{\mbox{d}}z\,}.